# American III: Solitary Man
American III: Solitary Man is een muziekalbum dat in 2000 werd uitgebracht door Johnny Cash en werd geproduceerd door Rick Rubin. Het album won een Grammy Award, een prijs voor Cash' versie van Neil Diamonds klassieke "Solitary Man". Vier van de veertien nummers in het album heeft Johnny Cash zelf geschreven.
Cash' gezondheid daalde tussen zijn album Unchained en het album American III: Solitary Man. Hij kreeg zelfs een longontsteking en moest daardoor naar het ziekenhuis. Veranderingen in zijn stem als gevolg van zijn gezondheidsproblemen zijn merkbaar in de meeste liedjes in vergelijking met zijn recentste voorgaande albums.

## Inhoud
| Nummer                                                | Geschreven door                  | Duur |
| ----------------------------------------------------- | -------------------------------- | ---- |
| I Won't Back Down                                     | Tom Petty en Jeff Lynne          | 2:09 |
| Solitary Man                                          | Neil Diamond                     | 2:25 |
| That Lucky Old Sun (Just Rolls Around Heaven All Day) | Haven Gillespie en Beasley Smith | 2:35 |
| One                                                   | U2                               | 3:53 |
| Nobody                                                | Egbert Williams                  | 3:14 |
| I See a Darkness                                      | Will Oldham                      | 3:42 |
| The Mercy Seat                                        | Nick Cave en Mick Harvey         | 4:35 |
| Would You Lay with Me (In a Field of Stone)           | David Allan Coe                  | 2:41 |
| Field of Diamonds                                     | Johnny Cash en Jack Routh        | 3:15 |
| Before My Time                                        | Johnny Cash                      | 2:55 |
| Country Trash                                         | Johnny Cash                      | 1:47 |
| Mary of the Wild Moor                                 | Dennis Turner                    | 2:32 |
| I'm Leavin' Now                                       | Johnny Cash                      | 3:07 |
| Wayfaring Stranger                                    | Traditioneel lied                | 3:19 |

## Hitnotering
| Album met eventuele hitnotering(en) in de Nederlandse Album Top 100 | Datum van verschijnen | Datum van binnenkomst | Hoogste positie | Aantal weken | Opmerkingen |
| ------------------------------------------------------------------- | --------------------- | --------------------- | --------------- | ------------ | ----------- |
| American III - Solitary man                                         | 2000                  | 04-11-2000            | 93              | 1            |             |